# Destroy Boys
Destroy Boys ist eine US-amerikanische Punk-Band aus Sacramento, Kalifornien. Die Band besteht aktuell aus Alexia Roditis (Gesang, Gitarre), Violet Mayugba (Gitarre, Gesang), David Orozco (Bass) und Narsai Malik (Schlagzeug).

## Geschichte
Destroy Boys wurde 2015 von Alexia Roditis und Violet Mayugba als Zwei-Personen-Projekt in Sacramento gegründet. Im selben Jahr erschien ihre Debüt-EP Mom Jeans. Ethan Knight stieß bald als Schlagzeuger zur Band und Destroy Boys veröffentlichte 2016 ihre zweite EP Grimester. Das selbst veröffentlichte Debütalbum Sorry, Mom erschien ebenfalls 2016. Enzo Malaspina wurde 2017 als Bassist Teil der Band. Ihre Singles Methatonin und Gold Medal wurden 2017 zum ersten Mal von dem Musiklabel Uncool Records veröffentlicht. Chris Malaspina wurde für kurze Zeit als Ersatz für den ausgeschiedenen Knight als Schlagzeuger ausgewählt. Narsai Malik übernimmt seit 2018 das Schlagzeug. Das zweite Album Make Room erschien 2019 bei 1-2-3-4 Go! Records. 2020 tourte die Band gemeinsam mit SWMRS und Mannequin Pussy durch die USA. Die Singles Fences und Honey I'm Home erschienen 2021 bei In The Q Records. Im selben Jahr wurde ihr drittes Album Open Mouth, Open Heart bei Hopeless Records veröffentlicht.

## Stil und Einflüsse
Die Musik der Band wird neben Punk auch als Riot Grrrl, Alternative oder Indie bezeichnet.
Die Bandmitglieder selbst bezeichnen sich selbst als eine „genrequeere“ Band – das heißt, sie wollen nicht nur die Konstrukte des Genres, sondern auch Geschlecht und Sexualität in Frage stellen. Als musikalische Einflüsse nennen Roditis und Marsai die Bands und Künstler Mannequin Pussy, Lady Gaga, Deftones, The Distillers, Black Sabbath und The Police.

## Diskografie

### Alben
- Sorry, Mom (2016)
- Make Room (2018, 1-2-3-4 Go! Records)
- Open Mouth, Open Heart (2021, Hopeless Records)
- Funeral Soundtrack #4 (09. Aug. 2024, Hopeless Records)

### EPs
- Mom Jeans (2015)
- Grimester (2016)
- Destroy Boys on Audiotree Live (2019, Audiotree Music)

### Singles
- Methatonin (2017, Uncool Records)
- Gold Medal (2017, Uncool Records)
- Crybaby (2018, Uncool Records)
- Vixen (2018, Uncool Records)
- American River (2018, Uncool Records)
- Soundproof (2018, Uncool Records)
- I Think I Should Makeout With Other People (2019)
- Fences (2020)
- Honey I'm Home (2020)
- Muzzle (2021, Hopeless Records)
- Drink (2021, Hopeless Records)
- Locker Room Bully (2021, Hopeless Records)
- All This Love (2021, Hopeless Records)
- Escape (2021, Hopeless Records)
- Beg for the Torture (2023, Hopeless Records)
- Shadow (I'm Breaking Down) (2023, Hopeless Records)